# Ellipes minimus
Ellipes minimus är en insektsart som beskrevs av Bruner, L. 1916. Ellipes minimus ingår i släktet Ellipes och familjen Tridactylidae. Inga underarter finns listade i Catalogue of Life.